# Séisme de 1932 de Santiago de Cuba
Le séisme de Santiago de Cuba en 1932 est un séisme qui s'est produit le 3 février 1932 et qui a particulièrement affecté la ville de Santiago de Cuba située dans le sud du pays.